# Processo agli alpinisti
( Kultura 11, 1971)
Il processo agli alpinisti (in polacco proces taterników) è stato in Polonia uno dei più noti processi penali contro l'opposizione ai tempi della Repubblica Popolare di Polonia. Si svolse tra il 9 e il 24 febbraio del 1970 a Varsavia.
A presiederlo fu il giudice Ryszard Bodecki, lo stesso di altri importanti processi politici polacchi del tempo (tra cui quello a Jacek Kuroń e Karol Modzelewski). Sul banco degli imputati sedevano cinque giovani intellettuali: Maciej Kozłowski, laureato in archeologia ed appassionato alpinista, Jakub Karpiński, sociologo, Krzysztof Szymborski, biofisico, Małgorzata Szpakowska, critico letterario, e Maria Tworkowska. Vennero tutti accusati di aver contrabbandato articoli e altro materiale scritto attraverso i confini polacchi. In particolare: Maciej Kozłowski, Jakub Karpiński, Krzysztof Szymborski e Małgorzata Szpakowska furono accusati di "essersi accordati allo scopo di compiere un'azione ai danni dello stato polacco", mentre la quinta imputata, Małgorzata Szpakowska, venne accusata di "diffusione di false informazioni diffamanti lo stato polacco". Ai cinque furono comminate pene dai tre ai cinque anni di carcere.